# Veliđe
Veliđe este un sat din comuna Berane, Muntenegru. Conform datelor de la recensământul din 2003, localitatea are 29 de locuitori (la recensământul din 1991 erau 37 de locuitori).

## Demografie
În satul Veliđe locuiesc 24 de persoane adulte, iar vârsta medie a populației este de 41,1 de ani (39,1 la bărbați și 44,0 la femei). În localitate sunt 10 gospodării, iar numărul mediu de membri în gospodărie este de 2,90.
Populația localității este foarte eterogenă
|  |

| Demografie | Demografie | Demografie |
| An         | Locuitori  | Locuitori  |
| ---------- | ---------- | ---------- |
|            |            |            |
|            |            |            |
|            |            |            |
|            |            |            |
| 1948       | 184        |            |
| 1953       | 209        |            |
| 1961       | 229        |            |
| 1971       | 160        |            |
| 1981       | 95         |            |
| 1991       | 37         | 37         |
| 2003       | 29         | 29         |

| \| Componența etnică conform recensământului din 2003[2] \| Componența etnică conform recensământului din 2003[2] \| Componența etnică conform recensământului din 2003[2] \| Componența etnică conform recensământului din 2003[2] \| Componența etnică conform recensământului din 2003[2] \| \| ----------------------------------------------------- \| ----------------------------------------------------- \| ----------------------------------------------------- \| ----------------------------------------------------- \| ----------------------------------------------------- \| \| \| \| \| \| \| \| Muntenegreni \| Muntenegreni \| \| 18 \| 62,06% \| \| Sârbi \| Sârbi \| \| 9 \| 31,03% \| \| necunoscută \| necunoscută \| \| 0 \| 0% \| |              |  |    |        |
| Componența etnică conform recensământului din 2003 |              |  |    |        |
| |              |  |    |        |
| Muntenegreni | Muntenegreni |  | 18 | 62,06% |
| Sârbi | Sârbi        |  | 9  | 31,03% |
| necunoscută | necunoscută  |  | 0  | 0%     |